# S.Oliver

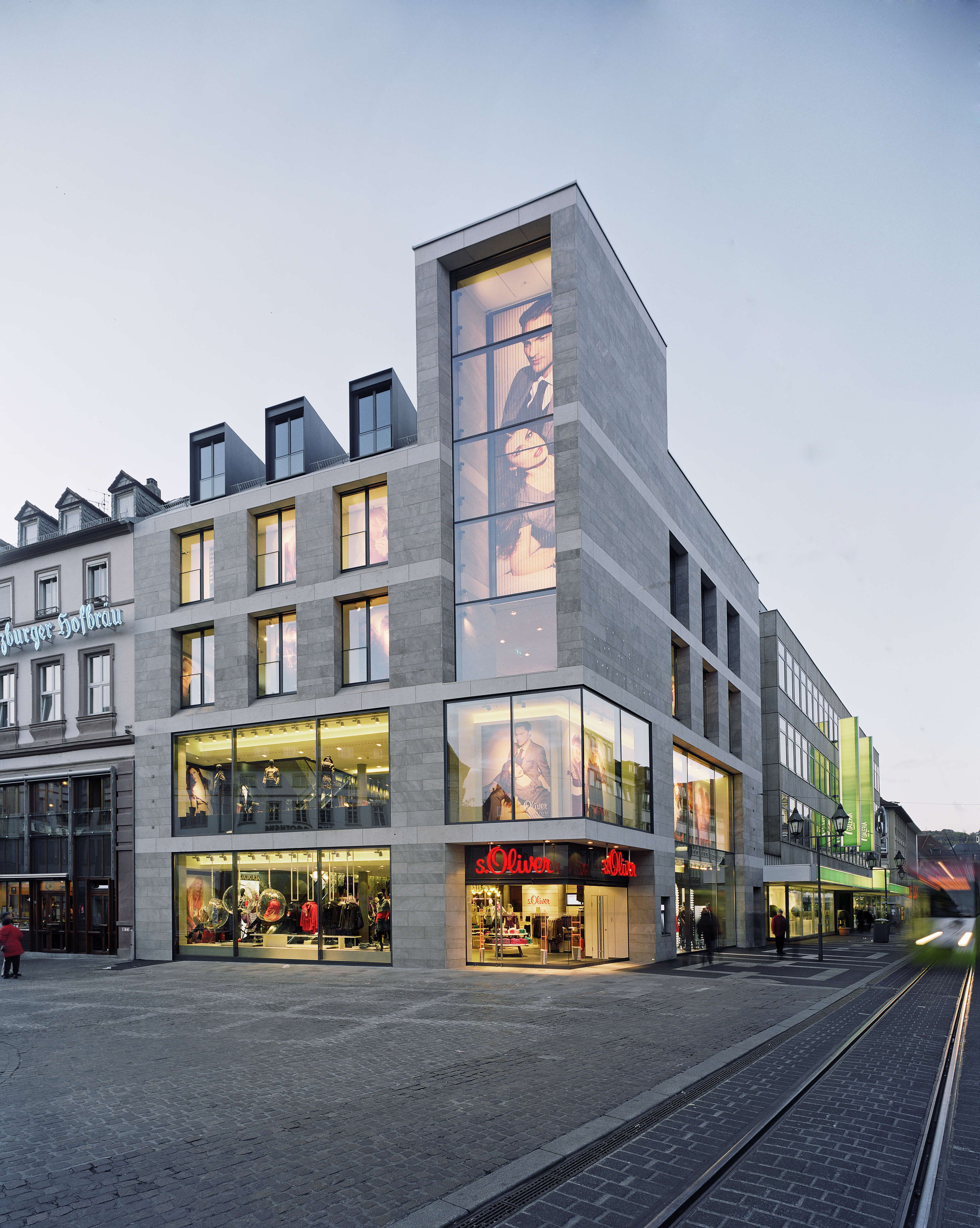
s.Oliver-Store in Würzburg beim Marktplatz

s.Oliver (vollständig: s.Oliver Bernd Freier GmbH & Co. KG) ist ein deutscher Bekleidungshersteller und Handelskettenbetreiber mit Sitz im unterfränkischen Rottendorf, der 1969 in Würzburg als Sir Oliver gegründet wurde. Das s. stand ursprünglich für eine Abkürzung von Sir.

## Gliederung
Die Unternehmenszentrale mit dem 2008 neueröffneten Hauptgebäude befindet sich in Rottendorf im Landkreis Würzburg. Dort finden sich neben der Unternehmensleitung die Abteilungen Design, Personal, Marketing, Vertrieb und Logistik. In Rottendorf arbeiten etwa 2.000 Mitarbeiter. Auf dem Firmengelände gibt es 70.900 m² Lagerfläche.
Insgesamt betreibt das Unternehmen 289 eigene Läden, 412 Läden mit Partnern, außerdem 3.108 sogenannte Shops mit 3.876 Teilflächen innerhalb anderer Geschäfte wie etwa Kaufhäusern. s.Oliver-Produkte werden in gut 20 Ländern angeboten, zum Beispiel in Österreich, der Schweiz, den Niederlanden, Belgien, Griechenland, Spanien, Kroatien, Italien, Kanada und Indien.
Der Versandhandel des Unternehmens wird in Kooperation mit der Otto Group abgewickelt.
Das Unternehmen produziert in Asien und Europa. In Asien wird von Hongkong aus organisiert; Produktionsstätten gibt es in Bangladesch, China (Hongkong, Hangzhou), Indien (Chennai), Indonesien (Bogor) und der Türkei (Istanbul).

## Geschichte
Die erste Modeboutique mit dem Namen Sir Oliver wurde 1969 von dem gelernten Karosseriebauer Bernd Freier auf 25 m² in Würzburg in der Theaterstraße eröffnet. Der Name lehnt an die Romanfigur Oliver Twist an. 1975 führte Freier eine Damenmodesparte ein. Aufgrund von Rechtsstreitigkeiten mit der Kölner Firma Mülhens, die in ihrem 4711-Portfolio ein Herrenparfüm namens Sir namensrechtlich hatte schützen lassen, wurde neun Jahre nach der Gründung, 1978, Sir Oliver in s.Oliver umbenannt.
1979 wurde die Marke s.Oliver beim deutschen Patent- und Markenamt in München eingetragen. Freier machte sich in den Anfangsjahren seines Unternehmens nach Indien auf, um erfolgreich die Lieferung von Oberhemden im Madras-Design direkt mit den Textilherstellern zu verhandeln. Diese verkaufte er schließlich Einzelhändlern wie Breuninger, Uli Knecht, Wöhrl und Wormland. 1985 öffnete das erste Ladengeschäft unter dem neuen Namen s.Oliver in Würzburg seine Türen. 1987 wurden die Jeans-Marke Knockout für Herren und die Kinder-Marke Oliver Twist (später in s.Oliver Junior umbenannt) ins Leben gerufen. Die Chaloc Textilhandels GmbH wurde 1993 gegründet, und im selben Jahr war Start der Damenmode-Handelsmarke Chaloc. Im nächsten Jahr wurde die Q.S. Textilhandel gegründet, sowie die junge Marke QS (ursprünglich Quickstep) in den Verkauf aufgenommen.
Im Jahr 2001 übernahm s.Oliver die 1973 gegründete Damenmodemarke comma. Damit wurde die Marke Chaloc im s.Oliver-Sortiment aufgelöst und durch comma ersetzt. 2004 ging der s.Oliver-Online-Shop an den Start. 2006 entwarf die Sängerin Anastacia eine Kollektion namens Anastacia by s.Oliver. Das neue s.Oliver-Gebäude in Rottendorf sowie der eigene Betriebskindergarten s.Oliver Mini Club am Firmenstandort wurden 2008 eingeweiht. 2009 feierte s.Oliver 40-jähriges Bestehen.
2011 wurde die Marke TRIANGLE by s.Oliver für große Damen-Größen lanciert, und s.Oliver wurde zum „freundlichsten Arbeitgeber Mainfrankens“ gekürt. Mit einem Ladengeschäft in Österreich begann 1998 die internationale Expansion. Es folgten über die Jahre Auslandsfilialen in der Schweiz, den Niederlanden, Belgien, Italien, Kasachstan, Tschechien, Polen, Schweden, Finnland, Ungarn und Indien. 2013 wurde der kanadische Markt erschlossen. 2011 investierte die s.Oliver Group bei dem Handtaschenhersteller Liebeskind Berlin und hielt Ende 2012 bereits 70 Prozent der Anteile. Seit Ende 2014 ist Liebeskind, zu dessen Portfolio mittlerweile auch Bekleidung und Schuhe gehören, ein 100%iges Tochterunternehmen von s.Oliver.

## Produkte
Bislang gliederte s.Oliver sein Sortiment in drei Segmente, die auf unterschiedliche Käufertypen abzielten. Seit dem 1. Februar 2015 existieren jedoch neue Marken, welche die bisherigen Bereiche neu strukturiert und ersetzt haben.
- s.Oliver – Hauptkollektion für Damen und Herren
  - s.Oliver Black Label (Nachfolger von s.Oliver Selection und s.Oliver Premium) – elegantere Business-Mode für Damen und Herren
  - s.Oliver Red Label – sportliche Freizeit-Mode für Damen und Herren
- Q/S designed by – jugendliche Zweitlinie für Damen und Herren
- Triangle – Damenmode in den Größen von 36 bis 54
- get it on – Trendkollektion für Damen
- s.Oliver Junior – Kindermode für Mädchen, Jungen und Babys

Hinter der Marke s.Oliver steht der Leitgedanke von der Familie für die Familie. Neben den drei Hauptelementen bietet s.Oliver noch weitere Produktlinien, wie s.Oliver BODY- und BEACHWEAR (Tag- und Nachtwäsche sowie Badebekleidung) und s.Oliver Accessoires (Taschen, Gürtel und Lederwaren). Zusammen mit unterschiedlichen Lizenzpartnern vertreibt das Unternehmen zudem zwölf Lizenzlinien, unter anderem s.Oliver Shoes (Schuhe), s.Oliver Eyewear (Brillen), s.Oliver Time (Uhren), s.Oliver Jewel (Schmuck), s.Oliver Home, s.Oliver Umbrellas (Schirme), s.Oliver Garden sowie s.Oliver Toys. Die s.Oliver Duftkollektion (s.Oliver Fragrances) wird in Lizenz bei Mäurer & Wirtz hergestellt.

## Kritik
Der Konzern kam im August 2010 in die Kritik, als die Westdeutsche Allgemeine Zeitung (WAZ) berichtete, dass den Mitarbeitern in den Filialen ein Stundenlohn von teilweise nur 6,50 Euro brutto (5,22 € netto) gezahlt werde. Ein geregeltes Einkommen gebe es nicht, da die Angestellten nach Arbeitsaufkommen und damit auf Abruf eingesetzt würden. Je nach Berufserfahrung liege der Stundenlohn für Mitarbeiter im Einzelhandel zwischen 6,50 und 10,00 Euro (brutto).
Lange gab es Kritik um einen fehlenden Betriebsrat trotz der über 5000 Mitarbeiter. Seit April 2021 gibt es nun jedoch einen Betriebsrat.

### Sklavenarbeit von Uiguren in Xinjiang, China
Forschende der Sheffield Hallam University, des Uigurischen Zentrums für Menschenrechte und des Uyghur Rights Monitors haben in den Jahren 2023 und 2024 recherchiert, dass Mode vieler Marken aus uigurischer Zwangsarbeit in die Märkte der Europäischen Union gelangt. Die Zeit identifiziert dabei insbesondere u. a. s.Oliver als Profiteur der Zwangsarbeit.

## Sportsponsoring, Werbe-Kooperationen und Sozialsponsoring
Auch s.Oliver nutzt den Bekanntheitsgrad prominenter Musiker, Sportler und Sport-Mannschaften, um selbst bekannter zu werden bzw. um Präsenz zu zeigen. Darüber hinaus engagiert sich das Unternehmen bei wohltätigen Aktionen, um öffentlich in Erscheinung zu treten.

### Sportsponsoring
Seit den 1990er Jahren engagiert sich s.Oliver im Sportsponsoring. Unter Vertrag waren oder sind Ivan Lendl (Tennis, 1990er Jahre), Dirk Nowitzki (Basketball, 1990er Jahre), Borussia Dortmund (Fußball, 1997–2000), Ralf Schumacher (Formel 1), Timo Scheider (Formel 3, 1999–), Lech Posen (Fußball, 2010–), S.Oliver Baskets (eig. Würzburg Baskets, Basketball, 2010–2021), FC Bayern München (Fußball, 2011–2014) und Wladimir Klitschko (Boxen, 2014–).
Außerdem war s.Oliver in den Jahren 2000 bis 2003 Ligasponsor der Basketball-Bundesliga. In der Saison 2016/2017 war s.Oliver Hauptsponsor des Fußball-Drittligisten Würzburger Kickers.

### Werbe-Kooperation mit Musikern
Neben dem Sportsponsoring wählt s.Oliver auch Werbepartner aus der Musikbranche, z. B. Dieter Bohlen (Musiker, 2003),
Anastacia (Sängerin, 2006) oder David Garrett (Geiger, 2009).

### Sozialsponsoring
Das Unternehmen s.Oliver betreibt regelmäßig Sozialsponsoring, d. h., es werden Geld- und Sachspenden für soziale Zwecke aufgebracht.
In der Vergangenheit engagierte sich s.Oliver für Special Olympics Deutschland e. V. (offizieller Partner, seit 1998, Geld und Bekleidung), Opfern der Flutkatastrophe in Südindien nach dem Erdbeben im Indischen Ozean 2004 (Geld), das jährliche Africa Festival in Würzburg (Geld), den Kampf gegen Aids in Südafrika 2005 (Verhütungsmittel), Opfer des Zyklons Nargis aus Bangladesch 2008 (Geld, über die Diakonie-Katastrophenhilfe), Cotton made in Africa (2008), Erdbebenopfer nach dem Erdbeben in Haiti 2010 (Geld, zusammen mit David Garrett), ein Berufsbildungsprojekt namens Work2Learn Advanced zur Unterstützung benachteiligter Arbeitskräfte in Bangladesch 2011 (Gründung zusammen mit der Kinderrechtsorganisation Save the Children), Schlaganfall-Opfer (Geld), den Verein Hilfe im Kampf gegen Krebs e. V. (Geld) und das Togo-Projekt der Deutschen Lepra- und Tuberkulosehilfe (DAHW) (Geld).